# Marokkói ásóbéka
A marokkói ásóbéka (Pelobates varaldii) a kétéltűek (Amphibia) osztályának békák (Anura) rendjébe, ezen belül az ásóbékafélék (Pelobatidae) családjába tartozó faj.

## Előfordulása
A marokkói ásóbéka előfordulási területe amint neve is utal rá, Marokkó. Talán Spanyolországban is jelen van.
Mivel a kis élőhelyén versengenie kell az emberrel, ez a béka veszélyeztetett fajjá vált.

## Életmódja
Ez a békafaj a bozótosok egyik lakója. Édesvizű mocsarak és ideiglenes folyók lakója. Mivel szubtrópusi száraz területeken él, ahol a víz hamar elpárolog, a marokkói ásóbékának évente kis ideje van a táplálkozásra és szaporodásra. Az év legnagyobb részét a talajba rejtőzve tölti.

### Fordítás
- Ez a szócikk részben vagy egészben  a   Pelobates varaldii című angol Wikipédia-szócikk ezen változatának fordításán alapul.  Az eredeti cikk szerkesztőit annak laptörténete sorolja fel. Ez a jelzés csupán a megfogalmazás eredetét és a szerzői jogokat jelzi, nem szolgál a cikkben szereplő információk forrásmegjelöléseként.